# Europameisterschaften im Bogenschießen 1990
Die 11. Europameisterschaften im Bogenschießen wurden am 26. und 28. Juli 1990 in Barcelona, Spanien ausgetragen.

## Ergebnisse
Es wurden nur Medaillen in Disziplinen mit dem Recurvebogen vergeben.
| Disziplin         | Gold                                                                  | Silber                                                | Bronze                                              |
| ----------------- | --------------------------------------------------------------------- | ----------------------------------------------------- | --------------------------------------------------- |
| Männer Einzel     | Stanyslaw Sabrodskyj                                                  | Ilario Di Buò                                         | Erwin Verstegen                                     |
| Frauen Einzel     | Natalia Nasaridse                                                     | Ljudmyla Arschannikowa                                | Chatuna Kwriwischwili                               |
| Männer Mannschaft | Sowjetunion Stanyslaw Sabrodskyj Wladimir Jeschejew Wadim Schikarew   | Italien Andrea Parenti Claudio Bossi Ilario Di Buò    | Niederlande Henk Vogels Berny Camps Erwin Verstegen |
| Frauen Mannschaft | Sowjetunion Natalia Nasaridse Ljudmyla Arschannikowa Wera Kolesnikowa | Schweden Christa Bäckman Jenny Sjöwall Petra Ericsson | Türkei Zehra Öktem Elif Ekşi Belgin Özbaş           |

## Medaillenspiegel
| Platz  | Land        | Gold | Silber | Bronze | Gesamt |
| ------ | ----------- | ---- | ------ | ------ | ------ |
| 1      | Sowjetunion | 4    | –      | 1      | 6      |
| 2      | Italien     | –    | 2      | –      | 2      |
| 3      | Schweden    | –    | 1      | –      | 1      |
| 4      | Niederlande | –    | –      | 2      | 2      |
| 5      | Türkei      | –    | –      | 1      | 1      |
| Gesamt | Gesamt      | 4    | 4      | 4      | 12     |